# Josip Ivančić
Josip Ivančić (* 29. März 1991 in Zagreb, SFR Jugoslawien) ist ein kroatischer Fußballspieler.

## Karriere
Der Stürmer startete seine Profikarriere 2010 in seiner Heimatstadt Zagreb beim damaligen Zweitligisten NK Croatia Sesvete und war anschließend für NK Zadar und HNK Rijeka in der Ersten Liga aktiv. Es folgten Stationen beim FC Koper in Slowenien, Sheriff Tiraspol in der Republik Moldau sowie bei diversen israelischen Vereinen. Der FK Atyrau in Kasachstan, FC Chindia Târgoviște in Rumänien und der bosnische Erstligist HŠK Zrinjski Mostar folgten anschließend. Seit 2021 spielt Ivančić nun in Asien. Nach dem Sabah FC und Hà Nội FC wechselte er Anfang 2023 zum thailändischen Erstligisten Lampang FC. Nach einer Saison Erstklassigkeit musste er mit Lampang am Ende der Saison als Tabellenletzter wieder den Weg in die zweite Liga antreten. Für den Verein aus Lampang bestritt er 13 Erstligaspiele. Im Sommer 2023 wurde sein Vertrag nicht verlängert. Von Juli 2023 bis September 2023 war er vertrags- und vereinslos. Am 10. September 2023 ging er wieder nach Bosnien und Herzegowina. Hier schloss er sich dem FK Zvijezda 09 in Bijeljina an.

## Erfolge
- Slowenischer Superpokalsieger: 2015
- Moldauischer Meister: 2016, 2017
- Moldauischer Superpokalsieger: 2016
- Israelischer Pokalsieger: 2018
- Vietnamesischer Meister: 2022